# Catamenia inornata
El semillero sencillo (en Ecuador) (Catamenia inornata), también denominado picodeoro grande o piquitodeoro grande (en Argentina), semillero peruano (en Chile), semillero andino o chisga semillero andino (en Colombia), semillero desairado (en Venezuela) o semillero simple (en Perú), es una especie de ave paseriforme de la familia Thraupidae perteneciente al género Catamenia. Es nativo de regiones andinas del oeste de América del Sur.

## Distribución y hábitat
Se distribuye a lo largo de la cordillera de los Andes desde el oeste de Venezuela (Mérida), por Colombia, Ecuador, Perú, Bolivia, hasta el extremo norte de Chile (Arica y Parinacota) y oeste de Argentina (hasta Mendoza).
Esta especie es considerada localmente bastante común en sus hábitats naturales: los pastizales de montaña (incluyendo páramo y puna), algunas veces con matorrales dispersos, en altitudes entre 2500 y 4000 m, más bajo en Argentina.

## Sistemática

### Descripción original
La especie C. inornata fue descrita por primera vez por el ornitólogo francés Frédéric de Lafresnaye en 1847 bajo el nombre científico Linaria inornata; su localidad tipo es: «Bolivia».

### Etimología
El nombre genérico femenino Catamenia deriva del griego «katamēnia» que significa ‘menstrual’, en referencia a las subcaudales rojizas de estas especies; y el nombre de la especie «inornata» proviene del latín «inornatus»:  que significa ‘sin adornos’.

### Taxonomía
Los amplios estudios filogenéticos recientes demuestran que la presente especie es hermana de Catamenia homochroa y el par formado por ambas es hermano de C. analis. La forma descrita C. a. subinsignis se considera incluida en la nominal.

### Subespecies
Según la clasificación del Congreso Ornitológico Internacional (IOC) se reconocen cuatro subespecies, con su correspondiente distribución geográfica:
- Catamenia inornata minor Berlepsch, 1885 – Andes de Colombia al oeste de Venezuela, Ecuador y Perú (hasta Junín).
- Catamenia inornata mucuchiesi Phelps & Gilliard, 1941 – Andes del oeste de Venezuela (Mérida).
- Catamenia inornata inornata (Lafresnaye), 1847 –  Andes del sureste de Perú (Cuzco) hasta Bolivia, Chile y Argentina.
- Catamenia inornata cordobensis Nores & Yzurieta, 1983 – Sierras de Córdoba, centro oeste de Argentina.

La clasificación Clements Checklist/eBird v.2019 no lista la subespecie cordobensis.